# فريد لورانس ويبل
فريد لورانس ويبل (بالإنجليزية: Fred Lawrence Whipple) (و. 1906 – 2004 م) هو عالم فلك من الولايات المتحدة الأمريكية . ولد في ريد واك . وكان عضواً في الأكاديمية الأمريكية للفنون والعلوم .
توفي في كامبريدج، ماساتشوستس، عن عمر يناهز 98 عاماً.

## التعليم
تعلم في جامعة كاليفورنيا، بركلي، وجامعة كاليفورنيا، لوس أنجلوس

## مناصب وهيئات
أدار جامعة هارفارد.

## جوائز
حصل على جوائز منها:
- جائزة الأسطورة الحية لمكتبة الكونغرس [الإنجليزية]‏[11]
- جائزة المحاضر لهنري نوريس راسيل (1987)
- وسام بروس (1986)
- الميدالية الذهبية للجمعية الفلكية الملكية (1983).

## روابط خارجية
- فريد لورانس ويبل على موقع الموسوعة البريطانية (الإنجليزية)
- فريد لورانس ويبل على موقع إن إن دي بي (الإنجليزية)